# 양구중학교
양구중학교(楊口中學校)는 대한민국 강원특별자치도 양구군 양구읍 상리에 있는 공립 중학교이다.

## 학교 연혁
- 1955년 6월 5일 : 양구중학교 개교(9학급 인가)
- 2024년 3월 1일 : 제31대 교장 김성수 취임
- 2025년 1월 10일 : 제69회 졸업식 42명 졸업(졸업생 누적 8,875명)
- 2025년 3월 4일 : 2025학년도 입학식(입학생 79명)

## 참고 자료
- 양구중학교 - 한국교육학술정보원 학교알리미